# Federico Fernández Onega
Pour les articles homonymes, voir Fernández.
Federico Fernández né le 28 février 1992, est un joueur argentin de hockey sur gazon. Il évolue au poste de milieu de terrain au HC Tilburg, aux Pays-Bas et avec l'équipe nationale argentine.

## Carrière
- Débuts en équipe première en janvier 2014 à Santiago lors d'un tournoi des 4 nations.

## Palmarès
- : 1er à la Coupe d'Amérique des moins de 21 ans en 2012.
- : 1er à la Coupe d'Amérique des moins de 21 ans en 2016.
- : 1er aux Jeux panaméricains en 2019.
- : 1er à la Coupe d'Amérique en 2022.